# سیمون فرانچینی
سیمون فرانچینی (انگلیسی: Simone Franchini؛ زادهٔ ۳۰ مارس ۱۹۹۸) بازیکن فوتبال است.
از باشگاه‌هایی که در آن بازی کرده‌است می‌توان به باشگاه فوتبال رجینا اشاره کرد.